# Helmut Plettner
Helmut Plettner (* 15. November 1929) ist ein ehemaliger deutscher Diplomat. Er war Botschafter der DDR im Tschad, in Guinea, Sierra Leone, Mali und Burkina Faso.

## Leben
Plettner absolvierte von 1944 bis 1947 eine Lehre in der Verwaltung im Landratsamt in Oschersleben, von 1947 bis 1951 war er Mitarbeiter der Abteilung Inneres im Landratsamt Oschersleben. Von 1952 bis 1959 war er als Lehrer an verschiedenen SED-Parteischulen im Bezirk Magdeburg tätig. 1959/60 war er Arbeiter im Niederschachtofenwerk Calbe (Saale).
Von 1960 bis 1964 studierte Plettner an der Deutschen Akademie für Staats- und Rechtswissenschaft in Potsdam-Babelsberg mit Abschluss als Diplom-Staatswissenschaftler und trat dann in den Diplomatischen Dienst der DDR.
Von 1964 bis 1966 war er Mitarbeiter im Ministerium für Auswärtige Angelegenheiten der DDR (MfAA), von 1966 bis 1969 Attaché bzw. Dritter Sekretär an der Wirtschafts- und Handelsmission der DDR in Mali. Zwischen 1969 und 1971 absolvierte er ein Zusatzstudium der Ökonomie an der Humboldt-Universität zu Berlin. Von 1971 bis 1973 war er als Sektorenleiter Zentralafrika im MfAA tätig. Von 1973 bis 1975 war er Botschaftsrat und Stellvertreter des Leiters in Kinshasa (Zaire). Von 1976 bis 1979 war er Botschafter der DDR in N’Djamena, der Hauptstadt der Republik Tschad. Von 1979 bis 1982 fungierte er als Sektorenleiter der Abteilung Koordination und Kontrolle im MfAA.
Von April 1982 bis Oktober 1985 war er Botschafter der DDR in der guineischen Hauptstadt Conakry und ab Februar 1983 zweitakkreditiert in Sierra Leone. Von 1986 bis 1989 wirkte er als Sektorenleiter Westafrika im MfAA. Von Juli 1989 bis 1990 war er der letzte Botschafter der DDR in der malischen Hauptstadt Bamako, von dort zweitakkreditiert in Burkina Faso.
Plettner war Mitglied der Sozialistischen Einheitspartei Deutschlands.

## Auszeichnungen
- Vaterländischer Verdienstorden in Bronze (1978)